# Talaschkino

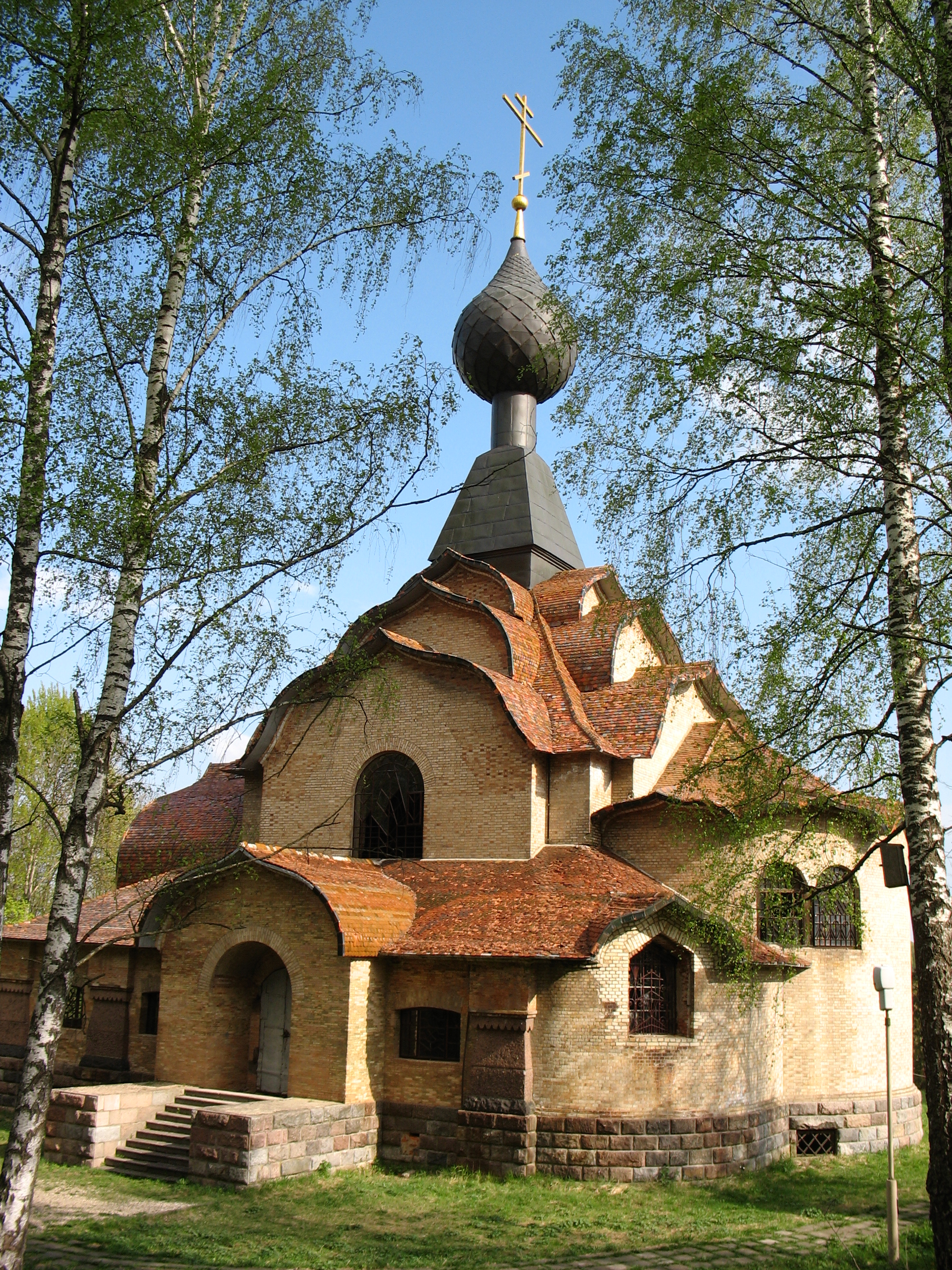
Heilig-Geist-Kirche

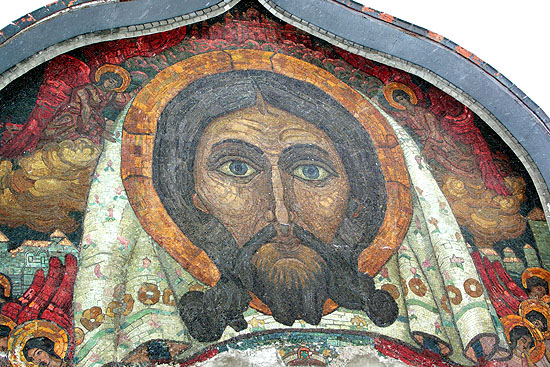
Jesus-Mosaik von Nicholas Roerich

Talaschkino (russisch Талашкино) ist ein kleines russisches Dorf 18 km südlich der Stadt Smolensk. Bekannt ist es durch seine Künstlerkolonie.

## Geschichte
1893 kaufte die Fürstin Tenischewa von ihrer Freundin Fürstin Jekaterina Konstantinowna Swjatopolk-Tschetwertinskaja deren Besitz Talaschkino als Ort für eine Künstlerkolonie zur Förderung der russischen Volkskultur. Mit Hilfe von Künstlern der Künstlerkolonie Abramzewo ließ die Fürstin Tenischewa ein Gutshaus bauen, in dem sie Werkstätten für Keramik und Holzschnitzereien sowie eine Schule für Spitzenklöppelei einrichtete. Leiter der Werkstätten war 1900–1903 Sergei Wassiljewitsch Maljutin, nach dessen Plänen 1901 ein kleines Holzhaus im altrussischen Stil erbaut wurde. Der Architekt Viktor Suslow erbaute die Heilig-Geist-Kirche, in der Nicholas Roerich die Fresken und das berühmte Jesus-Mosaik über dem Eingang schuf.
1895 sorgte Fürstin Tenischewa für eine Schule mit Küche, Ess- und Schlafräumen für die Kinder in der Umgebung, wobei Waisenkinder den Vortritt hatten und von der Fürstin unterhalten wurden.
Talaschkino war ein Zentrum des russischen künstlerischen Lebens, vergleichbar mit Abramzewo bis 1914. 1911 reiste Strawinsky nach Russland und besuchte auch Talaschkino, wo er für sein Ballett Le Sacre du printemps Material sammelte, Volkslieder notierte und mit dem Bühnenbildner Nicholas Roerich die Geschichte von einem Frühlingsfest russischer Stämme entwarf.